# شیراتوری توشیئو
شیراتوری توشیئو (به ژاپنی: 白鳥 敏夫, Shiratori Toshio); ۸ ژوئن ۱۸۸۷ – ۳ ژوئن ۱۹۴۹) سفیر، مشاور وزیر امور خارجه ژاپن اهل ژاپن بود.